# Carl Gustaf Pilo

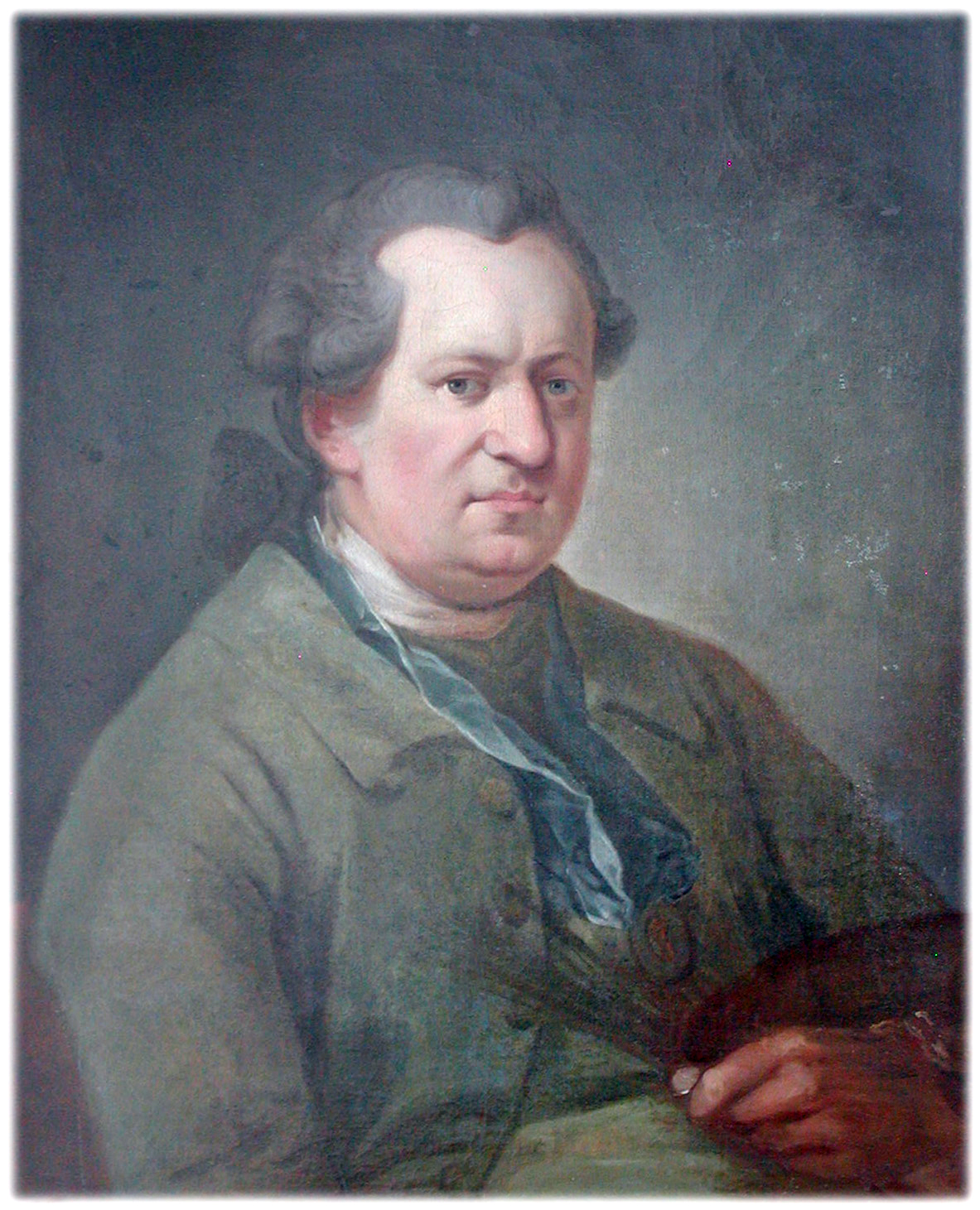
Selbstporträt

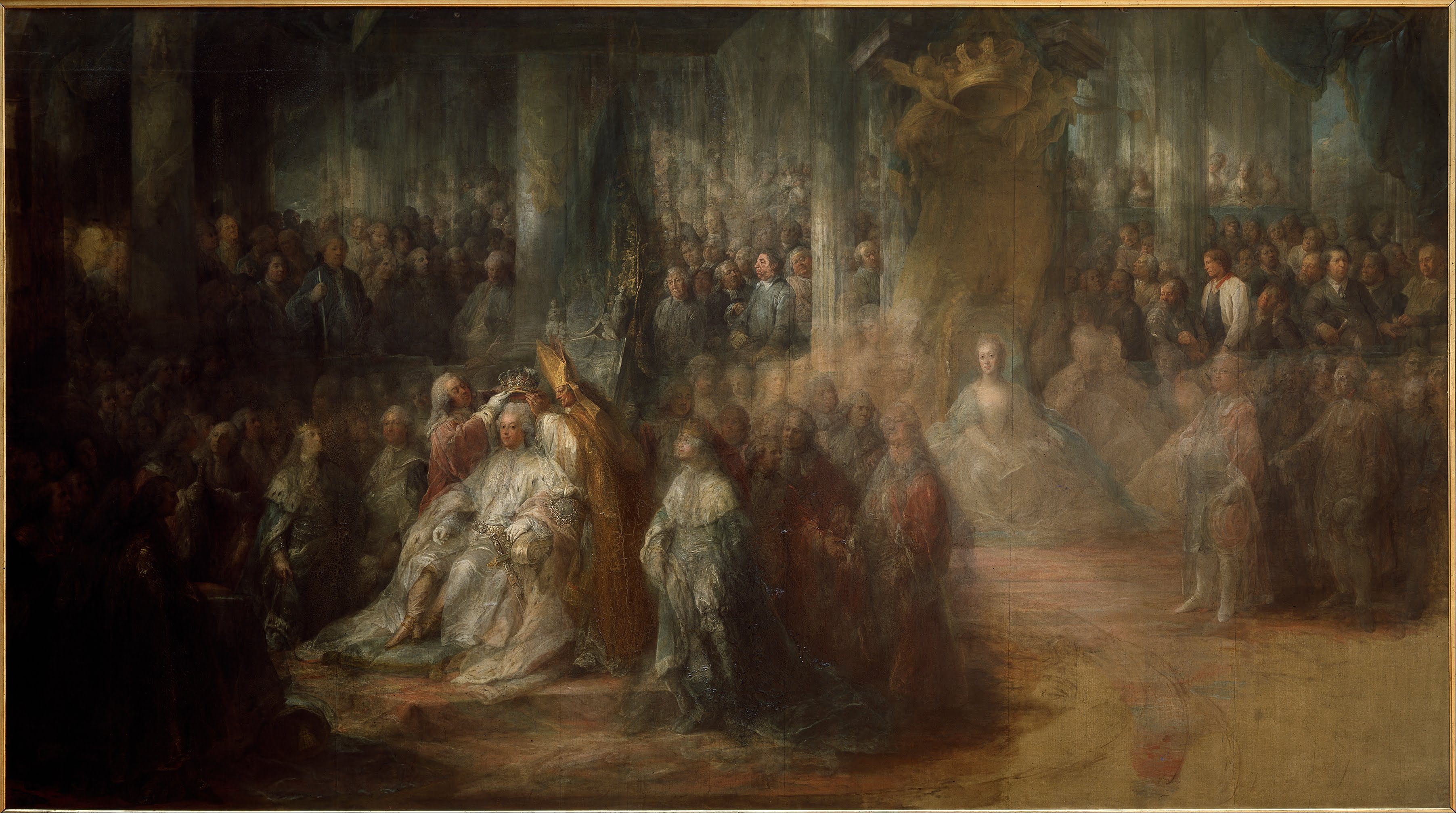
Krönung von Gustav III.

Carl Gustaf Pilo (* 5. März 1711 in Gaarden Göksäter in der Gemeinde Runtuna in Södermanland nahe Nyköping; † 2. März 1793 in Stockholm) war ein schwedisch-dänischer Porträtmaler.

## Leben
Pilo war Sohn des Malers Olof Pilo (auch Pijhlou, 1668– 25. Juli 1753), der ursprünglich aus Polen stammte, und dessen Frau Beata (geborene Sahlstedt). Nachdem er zunächst die Schule in Nyköping besucht hatte, wurde er im Alter von zwölf Jahren nach Stockholm geschickt. Hier wurde er durch den Maler Kristofer Christman unterrichtet. Er unternahm eine Reise nach Wien und wurde nach seiner Rückkehr Student an der neu gegründeten Maler- und Bildhauerakademie in Stockholm. In seinem Werk wurde er durch den Maler Olof Arenius beeinflusst. Er unternahm in den Jahren 1734 bis 1736 Reisen nach Deutschland und Österreich. Da er es sich finanziell nicht leisten konnte in Stockholm zu leben zog er um 1737 weiter nach Skåne, wo er Aufträge für Porträts aus den Adelshäusern erhielt. Bis 1740 entstanden dort seine Porträts von Gutsbesitzern. Von dort zog er nach Kopenhagen um und wurde 1748 Professor an der Alten Kunstakademie und 1754 an der neuen Königlich Dänischen Kunstakademie, deren Direktor er 1771 wurde. Pilo fiel 1772 in den Auseinandersetzungen um Johann Friedrich Struensee am Dänischen Hof in Ungnade und musste Dänemark verlassen. Zu Beginn der Regierungszeit Gustafs III. kehrte er in sein Vaterland zurück und ging zunächst nach Nyköping. 1773 wurde er Ehrenmitglied der Stockholmer Kunstakademie und 1778 deren Direktor.
Familie

Pilo hatte einen jüngeren Bruder Jöns Pilo (1707–1793) und war zweimal verheiratet und hatte keine Kinder
- mit Eva Maria (geborene Malmgren) von der er 1747 geschieden wurde, da diese in Bigamie lebte
- seit 1749 mit Charlotta Amalia Dorotea (geborene De Maré)

## Werke (Auswahl)
- Kain och Abel (Kain und Abel)
- En skomakarefamilj (eine Schusterfamilie)
- La Charité romaine

Sein kolossales Hauptwerk Gustaf III’s kröningstafla von der Krönung von König Gustaf III. blieb unvollendet.